# Colorado Sundown
Colorado Sundown è un film del 1952 diretto da William Witney.
È un western statunitense con Rex Allen, Mary Ellen Kay, Slim Pickens e June Vincent.

## Produzione
Il film, diretto da William Witney su una sceneggiatura di Eric Taylor e di Lively e un soggetto di Taylor, fu prodotto da Edward J. White per la Republic Pictures e girato a Lake Arrowhead e nello Shay Ranch (Big Bear Valley, San Bernardino National Forest, California, a Big Bear Lake, Big Bear Valley, San Bernardino National Forest) in California, dal 9 agosto a fine agosto 1951.

## Distribuzione
Il film fu distribuito negli Stati Uniti dall'8 febbraio 1952 al cinema dalla Republic Pictures. È stato distribuito anche in Brasile con il titolo Cavaleiro do Colorado.